# Xiaonian
El Xiaonian (en chino simplificado, 小年; pinyin, xiǎo nián,), traducido como el “Año Pequeño”, generalmente se refiere al día que marca el inicio de una serie de celebraciones para el Año Nuevo chino. Xiaonian marca el comienzo de la cuenta regresiva del Año Nuevo chino.

## Fecha
Su fecha varía en distintas regiones: en el norte de China lo celebran en el vigésimo tercer día del duodécimo mes del calendario lunar chino, mientras que en el sur de China, la gente cree que Xiaonian cae en el vigésimo cuarto día de ese mismo mes.

## Tradiciones
- Ofrendar al dios de la cocina （灶神， zào shén en mandarín), también llamado Zaojun, es el dios de la mitología tradicional china más respetado por la población y que tiene mucha presencia e influencia, ya que no solo domina la gastronomía de las personas, facilitando su vida, sino que también se encarga de investigar el comportamiento de cada hogar y luego, se lo informa al emperador de Jade, el dios todopoderoso (como Zeus para la mitología griega). En este día, la gente suele venerar al dios de la cocina con unos dulces típicos, para que él solo cuente lo bueno de su hogar frente al emperador de Jade.
- Limpiar la casa

Como está acercándose el Año Nuevo, la gente empieza a limpiar completamente su hogar, quitando el polvo acumulado, fregando las ventanas con el fin de expulsar lo malo y lo siniestro de su casa y darle la bienvenida con una apariencia flamante, al nuevo año.
- Comer caramelos guandong

Los caramelos guandong, son un tipo de dulces tradicionales con mucha historia, que solo se venden en los días cercanos al Xiaonian, estos también forman parte de la ofrenda para el dios de la cocina. Se elaboran con azúcar de malta y tienen una textura dura y pegajosa. Los de mayor calidad, son duros como piedras y se requiere del uso de un cuchillo para comerlos.
- Pegar el papel recortado

Entre todas las costumbres para celebrar el Xiaonian, pegar el papel recortado en las ventanas es el más popular de todos. Normalmente se usa papel de color rojo y se recorta en distintas formas, como la de animales y de plantas, que simbolizan buena suerte, prosperidad, abundancia y longevidad.